# Heinrich Berggötz

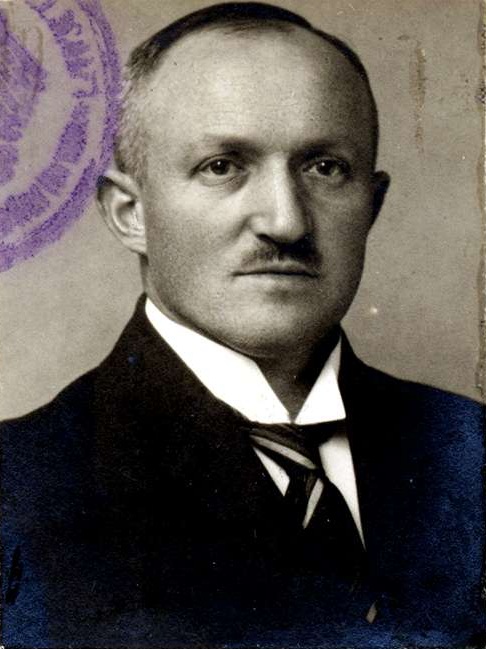
Heinrich Berggötz

Heinrich Berggötz (* 17. Dezember 1889 in Aue; † 20. Dezember 1973 in Karlsruhe-Durlach) war ein deutscher Politiker (CSVD, CDU, BVP, NPD).

## Leben
Der Sohn eines Maurermeisters besuchte von 1896 bis 1904 die Volksschule und arbeitete anschließend im Betrieb seines Vaters. Nach einer halbjährigen Ausbildung an einer privaten Handelsschule fand Berggötz 1913 eine Beschäftigung als Schreib- und Bürogehilfe bei der Evangelischen Stiftungenverwaltung in Karlsruhe. Während des Ersten Weltkrieges leistete er von 1915 bis 1918 Militärdienst beim Landsturm sowie beim Train-Bataillon in Durlach. 1927 wechselte er von der Stiftungenverwaltung zum Oberkirchenrat der Evangelischen Landeskirche in Baden, wo er als Finanzinspektor tätig war. Berggötz war seit 1921 verheiratet; aus der Ehe gingen fünf Kinder hervor.
Innerkirchlich engagierte sich Berggötz in der Kirchlich-Positiven Vereinigung, die dem in der Badischen Landeskirche anfänglich vorherrschenden Liberalismus ablehnend gegenüberstand. 1928 trat er dem in Baden als Evangelischer Volksdienst (EVD) auftretenden Christlich-Sozialen Volksdienst (CSVD) bei und wurde Stellvertreter des Landesvorsitzenden Hermann Teutsch. Berggötz war von 1929 bis 1933 einer der drei EVD-Abgeordneten im Badischen Landtag, wo er sich unter anderem für das Verbot der Fastnacht sowie eine höhere Besteuerung von Alkohol einsetzte. 
Nach der Machtübertragung an die Nationalsozialisten 1933 gehörte Berggötz der Bekennenden Kirche an. Im Zweiten Weltkrieg wurde er 1939 zur Wehrmacht eingezogen und gehörte bis 1942 der Heeresverwaltung an. Innerhalb des Evangelischen Oberkirchenrates wurde Berggötz von NS-Funktionären schikaniert; dennoch wurde er 1943 zum Oberrechnungsrat befördert. Ab 1944 war er Prädikant in Diasporagemeinden.
Nach der Befreiung vom Nationalsozialismus schloss sich Berggötz nach anfänglichem Zögern der CDU an. Anfang Februar 1946 wurde er zu einem der vier Stellvertretenden Vorsitzenden des CDU-Landesverbandes Nordbaden gewählt. Im Januar 1946 wurde Berggötz in die Vorläufige Volksvertretung für Württemberg-Baden berufen. Ab 1946 gehörte er dem Karlsruher Gemeinderat an, wo er sich erfolglos für die Selbstständigkeit der 1938 zwangsweise eingemeindeten Stadt Durlach einsetzte. Berggötz lehnte den 1952 erfolgten Zusammenschluss von Baden und Württemberg zum Land Baden-Württemberg ab. 1959 trat er von der CDU zur Badischen Volkspartei (BVP) über, einer Regionalpartei, die für die Wiederherstellung des Landes Baden eintrat. Im November 1959 wurde Berggötz als einziger Vertreter der BVP erneut in den Karlsruher Gemeinderat gewählt, dem er bis 1965 angehörte. Im Herbst 1965 wechselte er zur NPD, die er als christliche und national-konservative Kraft mit einem großen Wählerpotential sah.